# Забужжя (Львівський район)
Забу́жжя (давня назва — Лани Німецькі) — село в Україні, у Кам'янка-Бузькій міській громаді Львівського району Львівської області. Населення становить 1342 особи.

## Географія
Село Забужжя розташоване за 46 км від обласного центру, 46 км від районного центру та 4 км від адміністративного центру міської громади. За 4 км знаходиться найближча залізнична станція Кам'янка-Бузька. На північному сході межує з селом Прибужани та на сході з авіаційним полігоном, створеного радянською владою після другої світової війни на території відселених і зруйнованих сіл Язениця Польська, Язениця Руська, Бербеки та Будки Незнанівські.
Вулиці
У Забужжі налічується 14 вулиць.
- Героїв Євромайдану
- Гонти Івана
- Калнишевського Петра
- Лисенка Миколи
- Молодіжна
- Надбужна
- Огородова
- Підлісна
- Робітнича
- Сагайдачного Петра
- Січових Стрільців
- Слов'янська
- Стефаника Василя
- 1 Грудня

## Населення
У 1880 році у селі мешкало 109 осіб, на початку 1939 року — 150 осіб, з них: 10 українців, 40 поляків та 100 німців та представників інших національностей. За даними всеукраїнського перепису населення 2001 року у селі мешкало 1290 осіб, у 2021 році — 1342 особи.
Мова
Розподіл населення за рідною мовою за даними перепису 2001 року був наступним:
| українська | 1272 | 98,60 |
| російська  | 15   | 1,16  |
| білоруська | 2    | 0,16  |
| інші       | 1    | 0,08  |

## Історія
Село засноване 1640 року. З 1940 року село перебувало в складі Кам'янка-Бузького району.
17 серпня 2017 року, в ході децентралізації, Кам'янка-Бузька міська рада об'єднана з Кам'янка-Бузькою міською громадою.
17 липня 2020 року, в результаті адміністративно-територіальної реформи та ліквідації Кам'янка-Бузького району, село увійшло до складу Львівського району.

## Пам'ятки, визначні місця

### Церква Святителя Миколая
19 грудня 2018 року відбулася перша урочиста літургія у новозбудованому храмі Святителя Миколая Української Православної Церкви Київського патріархату (настоятель храму отець Микола Єрмішин).
13 червня 2021 року село Забужжя з архипастирським візитом відвідав Високопреосвященний Митрополит Львівський та Сокальський Димитрій. Митрополит звершив освячення престолу та храму Святителя Миколая Православної церкви України, очолив Архиєрейську Божественну Літургію у співслужінні настоятеля храму отця Миколи Єрмішина та численного запрошеного духовенства. Супровід богослужіння виконував запрошений «Народний аматорський колектив» імені Євгена Козака з села Велике Колодно.
За малим входом Високопреосвященний митрополит Димитрій урочисто нагородив настоятеля церкви Святого Миколая чудотворця села Забужжя протоієрея Миколи Єрмішина черговою богослужбовою нагородою — правом носіння митри. З нагоди архипастирських відвідин та за заслуги перед Православною церквою України, митрополит відзначив грамотами фундаторів, будівничих храму та найбільш активних членів парафіяльної громади. Церква перебуває у користуванні релігійної громади ПЦУ парафії Святителя Миколая села Забужжя.